# Garwolin (gemeente)
De gemeente Garwolin is een landgemeente in het Poolse woiwodschap Mazovië, in powiat Garwoliński.
De zetel van de gemeente is in de stad Garwolin.
Op 30 juni 2004 telde de gemeente 11 744 inwoners.

## Oppervlaktegegevens
In 2002 bedroeg de totale oppervlakte van gemeente Garwolin 136 km², waarvan:
- agrarisch gebied: 60%
- bossen: 33%

De gemeente beslaat 10,59% van de totale oppervlakte van de powiat.

## Demografie
Stand op 30 juni 2004:
| Omschrijving                   | Totaal | Totaal | Vrouwen | Vrouwen | Mannen | Mannen |
| ------------------------------ | ------ | ------ | ------- | ------- | ------ | ------ |
| eenheid                        | aantal | %      | aantal  | %       | aantal | %      |
| inwoners                       | 11 744 | 100    | 5963    | 50,8    | 5781   | 49,2   |
| bevolkingsdichtheid (inw./km²) | 86,4   | 86,4   | 43,8    | 43,8    | 42,5   | 42,5   |

In 2002 bedroeg het gemiddelde inkomen per inwoner 1163,38 zł.

## Administratieve plaatsen (sołectwo)
Budy Uśniackie, Czyszkówek, Ewelin, Górki, Izdebnik, Jagodne, Krystyna, Lucin-Natalia, Miętne, Niecieplin, Nowy Puznów, Rębków, Rębków-Parcele, Ruda Talubska, Sławiny, Stara Huta, Stary Puznów, Stoczek, Sulbiny Górne, Taluba-Feliksin, Unin-Kolonia, Uśniaki, Wilkowyja, Wola Rębkowska, Wola Władysławowska, Władysławów, Zakącie.

## Aangrenzende gemeenten
Borowie, Górzno, Łaskarzew, Osieck, Parysów, Pilawa, Sobienie-Jeziory, Wilga